# Rhomborista semipurpurea
Rhomborista semipurpurea är en fjärilsart som beskrevs av W. Warren 1897. Rhomborista semipurpurea ingår i släktet Rhomborista och familjen mätare. Inga underarter finns listade.